# One Time (пісня)
«One Time» (укр. Одного разу) — дебютний сингл канадського співака Джастіна Бібера. Перший сингл з його дебютного мініальбому My World. Прем'єра пісні відбулася в ефірі радіо форматів contemporary hit radio і rhythmic contemporary 18 травня 2009 року. Вона вийшла для цифрового завантаження в Сполучених Штатах і Канаді 7 липня 2009 року і протягом осені 2009 року була видана в декількох інших країнах. Акустична версія пісні, що називається «My Heart Edition» вийшла в iTunes 22 грудня 2009 року. Пісня поєднуючи в собі вплив жанрів R&B, поп і хіп-хоп, є одою підлітковому коханню.
Пісня отримала позитивні відгуки від критиків, які високо оцінили створення, вокал і якість текстів. Сингл здобув комерційний успіх, увійшовши в першу двадцятку пісенних чартів Канаді, США, Німеччині, Великої Британії, Франції та Нової Зеландії, а також потрапив у хіт-паради інших країн. У Канаді та Сполучених Штатах сингл був сертифікований як платиновий. Музичне відео на пісню зображує Бібер на домашній вечірці, а також у кліпі з'являється його наставник Ашер і близький друг Райан Батлер. Станом на січень 2017 року відео на YouTube переглянули понад 500 мільйонів разів. Бібер неодноразово виконував пісню наживо, зокрема на телевізійних шоу The Dome, The Next Star і Dick Clark's New Year's Rockin' Eve.

## Створення
Пісня була написана для Бібера ветераном американської хіп-хоп/R&B індустрії, продюсером і автором пісень Крістофером "Трікі" Стюартом, і автор пісень та вокальним продюсером Куком Гарреллом з RedZone Entertainment, як його дебютний сингл. До того як вони підготували і написали дебютний сингл Бібера, вони створили низку хітів, серед яких пісні для Бейонсе «Single Ladies (Put a Ring on It)», Мераї Кері "Obsessed", Fabolous "Throw It in the Bag" та інші. «One Time» був спродюсований Стюартом і дуетом The Movement, в той час як Гаррелл відповідав за запис вокалу і продакшн. The Movement та Табісо Херенія також стали авторами пісні. Бібер записав пісню на студії RedZone's Triangle Sound Studios в Савані, штат Джорджія за декілька годин їзди від нинішнього будинку Бібера в Атланті, штат Джорджія. Бібер також записав деякі доріжки на студії The Boom Boom Room в Бербанку, штат Каліфорнія. Зведення було зроблено в Атланті на студії Silent Sound Studios Джейсеном Джошуа-Фаулером і Дейвом Пенсадо.

## Композиція
«One Time» описують як в «помірний повільний грув». Газета The Washington Post назвала трек, поряд з «Love Me», «скромними клубними треки». About.com описав його як «солідний средньотемповий біт». Пісня написана в тональності до-дієз мінор. Пісня має помірний темп, а також вступ і аутро проспівано Бібером у форматі співай-і-говори з повторним промовлянням рядка «Me plus you/Imma tell you one time». Вірші заспівано з R&B-ударним бек-басом з легким струнним фоновим звучанням у тому ж помірному темпі, що й до того рефрен-бриджу рядка «Your world is my world/My fight is your fight/My breath is your breath/And your heart». Бібер переходить до середньої вісімки, яка не так сильно відрізняється від решти пісні, але звучить трохи повільніше, що дає перехід до приспіву і аутро.

## Критичні оцінки
Білл Лемб з About.com назвав пісню «досконалим закладенням основи для кар'єри Джастіна Бібера», зазначивши, що пісня мала ефект молодого Кріса Брауна, високо оцінив вклад The-Dream і Тріккі Стюарта у створення сучасного і комерційного синглу. Однак Лемб розкритикував пісню за те що вона є занадто «загальною», і що Біберу було в ній мало місця, щоб продемонструвати свій вокал. Майкл Менахем з Billboard назвав пісню «візитною поп-піснею, яка вводить підлітків в хіп-хоп естетику». Він також порівняв Бібера з Брауном на злеті, і сказав, що «тенор [Бібера] нагадує вокальний дебют [Брауна] у пісні "Run It!" 2005 року, коли йому теж було 15 років, і він був на піку слави». На відміну від Лемба, Менахем сказав, що пісня дала Біберу достатньо простору для вокалу, щоб продемонструвати його, як він впевнено це і робить у приспіві. Лія Ґрінблат з Entertainment Weekly назвала пісню однією з найгарячіших пісень осені 2009 року, заявивши, що Біберів «поп-дух відповідає віку молодого кохання».

## Позиції в чартах
Сингл дебютував у чарті Billboard Hot 100 на дев'яносто п'ятій позиції 25 липня 2009 року. Пісня лишалася в чарті протягом майже шести місяців, перш ніж в кінцевому підсумку не досягнула сімнадцятої сходинки чарту. Хоча пісня не підвищувала свою позицію у чарті до кінця 2009 року, їй вдалося посісти вісімдесят дев'яту сходинку підсумкового річного чарту Billboard Year-End Hot 100, і вісімдесят першу підсумкового річного канадського чарту Year-End Canadian Hot 100. Сингл також потрапив на сімдесят п'яту позицію річного чарту Year End Hot Digital Singles. Після того, як пісня тривалий час перебувала за межами першої двадцятки протягом декількох тижнів, 9 січня 2010 року, після випуску «One Time: My Heart Edition» в iTunes, і збільшення продажів мініальбому My World, пісня піднялася на тридцять позицій у чарті від сорок сьомої до сімнадцятої сходинки, досягнувши нового піку в чарті. Пісня дебютувала в чарті Billboard Pop chart під вісімдесят четвертим номером як найвищий дебют тижня. Відтоді вона піднялась до чотирнадцятої сходинки чарту. В Каналі пісня досягла дванадцятої позиції, де вона залишався в чарті протягом двадцяти тижнів поспіль. Сингл був сертифікований як платиновий Канадською асоціацією компаній звукозапису у вересні 2009 року. Він також був сертифікований як платиновий Американською асоціацією компаній звукозапису в січні 2010 року, після того як продажі «One Time» в Сполучених Штатах перевищили мільйон копій. Станом на лютий 2011 року сингл було продано 2 132 000 разів.
На міжнародному рівні пісня також здобула успіх. Вона дебютувала в чарті Бельгії (Фландрія) на двадцять шостій сходинці і досягла дванадцятої позиції хіт-параду, що відповідає шістдесят другій сходинці головного чарту. В чарті Бельгії (Валлонія) пісня дебютувала на двадцять шостій сходинці 16 січня 2010 року, і відтоді піднялася до шостої позиції, що відповідає в сорок четвертій сходинці головного чарту. Пісня дебютувала в Австрії на сімдесят першій позиції 4 вересня 2009 року і піднялася до тридцятої сходинки, залишаючись в чарті протягом одинадцяти тижнів. «One Time» дебютував на чотирнадцятій сходинці чарту Німеччини, не піднявшись вище цієї сходинки. Пісня дебютувала в чарті Австралії на вісімдесят другій позиції, а потім піднялася до двадцять третьої сходинки. В Ірландії пісня дебютувала на сорок п'ятій позиції чарту Irish Singles Chart. Згодом, вона піднялася до тридцять першої сходинки чарту. Пісня дебютувала в чарті Великої Британії UK Singles Chart на 135 позиції, і до 10 січня 2010 року піднявся до чотирнадцятої сходинки. Через тиждень, 17 січня 2010 року, пісня піднялася до одинадцятої сходинки, майже увійшовши в першу десятку чарту. Пісня досягла шостої позиції в чарті Новій Зеландії, і тринадцятої у чарті Франції.

## Музичне відео

Сцени з відео, де Бібер танцює перед сіро-лазурним тлом і разом з Ашером стоїть біля басейну.

Музичне відео, режисером якого стала Вашті Кола, було опубліковане Бібером на своєму каналі на YouTube 13 червня 2009 року, майже за місяць до того, як сингл вийшов в iTunes. Наставник Бібера, Ашер, і один з його найближчих друзів, Райан Батлер, також з'являються у кліпі. На відео Бібер одягнений в сірий світшот з капюшоном пустотливо посміхаються в камеру. Станом на грудень 2016 року, відео на YouTube переглянули понад 500 мільйонів разів. Бібер, коментуючи відео, сказав, що «Це було дійсно круто пройти шлях від моєї вебкамери до професійних відео». В огляді кліпу для Entertainment Weekly Лія Ґрінблат зазначила: «Бібер, схоже, володіє багатьма з тих якостей, які зробили його ідолом з-поміж поп/R&B суперзірок, в тому числі ясним, гнучким голосом, привабливою зовнішністю, і навичками гри на інструментах».
У музичному відео Бібер і Батлер в будинку Ашера грають у відеоігри. Бібер отримує телефонний дзвінок від Ашера, який просить, щоб Джастін приглянув за будинком, поки він не повернеться. Згодом, Бібер проводить вечірку в будинку і намагається зблизитися з однією дівчиною, яку грає Крістен Родегівер, але розчаровується, думаючи, що вона не звертає на нього уваги, але в кінці відео, коли вони вдвох сиділи біля басейну, вона цілує його в щоку, потім йде. Спочатку, Родегівер і Бібер повинні були триматися за руки і стрибнути в басейн, але під час знімання було занадто холодно. В кінці відео Бібер потрапляє на Ашера, який повернувся додому.

## Виступи наживо
Бібер виконував цю пісню на всіх концертах промо-туру «My World Tour» на всій території Сполучених Штатів. На міжнародному рівні він з'явився на європейській програмі The Dome і виконував там «One Time». Що стосується телевізійних виступів, то він виконував «One Time» на VMA Tour MTV, щоб передував церемонії нагородження MTV Video Music Awards 2009, 26 вересня 2009 на телеканалі YTV в програмі The Next Star, і на телешоу The Today Show. Він також виконав пісню на Шоу Елен Дедженерес 3 листопада 2009; Good Morning America 15 листопада 2009; Lopez Tonight 17 листопада 2009, і The Wendy Williams Show 27 листопада 2009. Пісня завершувала шоу Бібера під час його виступу на розігріві Тейлор Свіфт в рамках її концертного туру Fearless Tour. 23 листопада 2009, під час виступу в Лондоні на гастролях, Бібер зламав ногу на початку виконання цієї пісні під час концерту Свіфт на Вемблі Арені, але продовжив виконувати іншу частину пісні. Він був в змозі виступати на сцені на наступної ночі в Манчестері, але з гіпсом і майже не танцюючи. Після низки виступів на телебаченні, участі у концертних турах Urban Behavior Tour і Fearless Tour, Бібер подорожував гастролювати Європою на підтримку альбому, перш ніж повернувся до США, щоб відновити свій промо-тур. Бібер виконав пісню в Лас-Вегасі під час новорічного телешоу Dick Clark's New Year's Rockin' Eve with Ryan Seacrest 31 грудня 2009. Просуваючи свій альбом в Сполученому Королівстві, Бібер акустично виконав «One Time» в програмі Blue Peter на телеканалі BBC 12 січня 2010. Він також виконав її в програмі The Early Show на каналі CBS в рамках виступів для Супербоулу XLIV. Бібер виконав пісню на концерті в Hollywood Palladium, і Огест Браун з Лос-Анджелес Таймс зазначив, що «„One Time“, створена завзятим продюсером Крістофером „Трікі“ Стюартом, підкорює і є чимось дещо пафосним, з чим Бібер переконливо стрибає від полум'я, що для нього швидкого розпалив Ашер до чистої поп-гармонії».

## My Heart Edition
Спочатку, акустична версія «One Time» мала вийти в iTunes на 27 жовтня 2009. Однак плани змінилися, і за тиждень до релізу, Бібер повідомив, що спочатку вийде нова пісня «Love Me». Бібер пізніше анонсував 19 грудня 2009, що «ексклюзивна різдвяна версія» «One Time» вийде в iTunes наступного вівторка. Пісня вийшла на день раніше, 21 грудня 2009 року. Для обкладинку пісні використали кадр з кліпу «One Less Lonely Girl». Кайл Андерсон з MTV заявив, що пісня «відсікає звучання синтезаторів і технології оригінального треку і залишає тільки голос Бібера». Бібер виконав акустичну версію пісні, коли він, будучи запрошеним гостем, грав головну роль в скетчкомі Тру Джексон, під час прямого ефіру на MTV, і на програмі Blue Peter. Пісня ввійшла до компіляції Radio Disney Jams, Vol. 12.

## Чарти і сертифікації
| Чарт (2009–10)                           | Нацвища позиція |
| ---------------------------------------- | --------------- |
| Австралія Australian Singles Chart       | 23              |
| Австрія Austrian Singles Chart           | 30              |
| Бельгія Belgian Singles Chart (Flanders) | 62              |
| Бельгія Belgian Singles Chart (Wallonia) | 44              |
| Бразилія Brazilian Hot 100 Airplay       | 70              |
| Канада Canadian Hot 100                  | 12              |
| Європа European Hot 100                  | 29              |
| Франція French Singles Chart             | 13              |
| Німеччина German Singles Chart           | 14              |
| Ірландія Irish Singles Chart             | 31              |
| Нідерланди (Single Top 100)              | 74              |
| Нова Зеландія New Zealand Singles Chart  | 6               |
| Швеція Swedish Singles Chart             | 55              |
| Швейцарія Swiss Singles Chart            | 66              |
| Об'єднане Королівство UK Singles Chart   | 11              |
| США (Billboard Hot 100)                  | 17              |
| США (Mainstream Top 40) (Billboard)      | 14              |
| США (Rhythmic) (Billboard)               | 17              |

| Регіон                | Органцізація | Сертифікація  |
| --------------------- | ------------ | ------------- |
| Австралія             | ARIA         | Платиновий    |
| Канада                | CRIA         | Платиновий    |
| Нова Зеландія         | RIANZ        | Золотий       |
| Об'єднане Королівство | BPI          | Срібний       |
| Сполучені Штати       | RIAA         | 5× Платиновий |

| Чарт (2009)              | Позиція |
| ------------------------ | ------- |
| Canadian Hot 100         | 81      |
| US Billboard Hot 100     | 89      |
| Чарт (2010)              | Позиція |
| Australian Singles Chart | 93      |
| European Hot 100 Singles | 80      |
| UK Singles Chart         | 132     |

## Історія випуску
| Регіон                | Дата           | Формат                               |
| --------------------- | -------------- | ------------------------------------ |
| Сполучені Штати       | 18 травня 2009 | Mainstream та rhythmic airplay радіо |
| Сполучені Штати       | 7 липня 2009   | Цифрове завантаження                 |
| Канада                | 7 липня 2009   | Цифрове завантаження                 |
| Об'єднане Королівство | 4 січня 2010   | Цифрове завантаження                 |